# Lonely Are The Brave
Lonely Are the Brave é o primeiro álbum de estúdio do cantor britânico Maverick Sabre. O álbum foi lançado no dia 27 de janeiro de 2012 em Portugal, que foi sucedido por um lançamento no Reino Unido em 6 de fevereiro de 2012. Três singles foram precedido de seu lançamento, "Let Me Go" (julho de 2011) , "I Need" (Novembro de 2011) e "No One" (Fevereiro de 2012). Lonely Are the Brave estreou no número #2 no UK Albums Chart com a primeira semana de vendas de 44.292 cópias.